# Clathymore

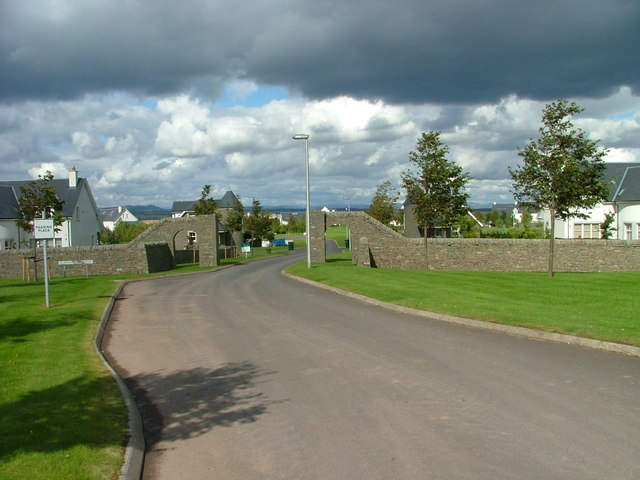
Eingangsbereich der Neubausiedlung

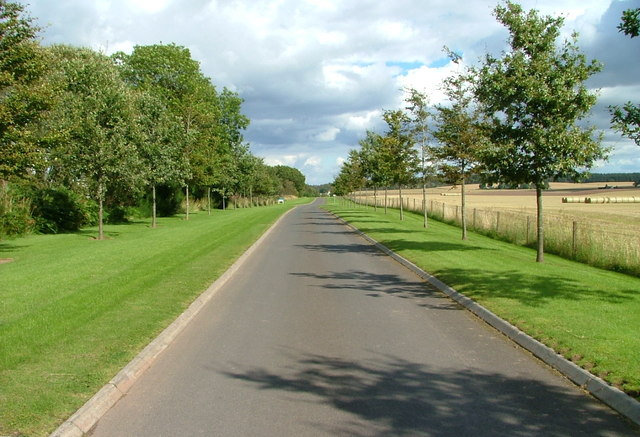
Neue Straße nach Clathymore

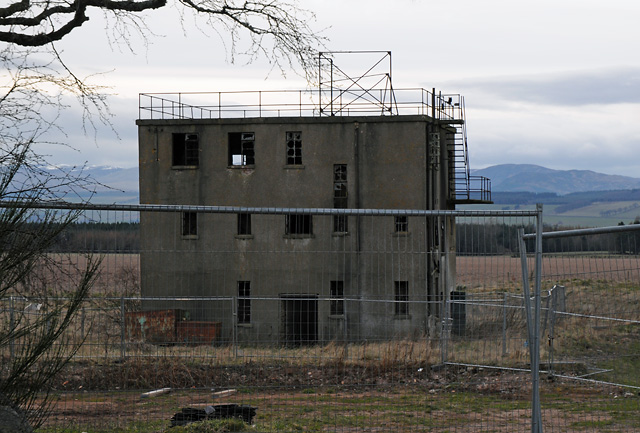
Tower des ehemaligen Flughafens

Clathymore ist eine Ortschaft, die im Norden von Schottland zwischen Perth im Osten und Crieff im Westen in der Council Area Perth and Kinross liegt. Im Rahmen der historischen Gliederung Schottlands in Civil Parishes zählt es zu Findo Gask, das zu Perthshire gehörte.

## Geographie
Clathymore liegt zwischen dem Fluss River Earn im Süden und dem Quellgebiet des Pow Waters im Norden. Die Umgebung ist dünn besiedelt und landwirtschaftlich geprägt. Benachbarte Ortschaften sind Newmiln im Norden, Balgowan im Nordwesten, Findo Gask im Westen sowie Clathy im Südwesten. Clathymore war lange Zeit ein recht kleines Dorf. Ab 2006 wurde es durch eine gehobene Wohnbebauung auf dem Gelände eines, nicht mehr genutzten Flugplatzes deutlich vergrößert. Der Eingangsbereich wurde mit Toren, Türmen und einer Mauer nach Art einer Anlage aus der Zeit des Römischen Reiches ausgestaltet. Dies verweist auf den wenig südlich verlaufenden Gask Ridge.

## Historisch Bedeutsames
Nördlich des Ortes war zu Zeiten des Zweiten Weltkrieges mit dem Findo Gask Airfield ein Militärflugplatz in Betrieb genommen worden. In der darauffolgenden Friedenszeit wurde er zunehmend weniger genutzt, schließlich wurde der Betrieb ganz eingestellt. Der noch bestehende Tower wurde 2002 als Listed Building der Kategorie C unter Denkmalschutz gestellt.